# رالی مونت کارلو ۲۰۱۹
رالی مونت کارلو 2019 (همچنین به عنوان ۸۷امین رالی اتومبیلرانی مونت کارلو شناخته می شود) یک رویداد اتومبیل رانی برای خودروهای رالی بود که طی چهار روز بین 25 تا 28 ژانویه 2019 برگزار شد.  این رویداد هشتاد و هفتمین دوره رالی مونت کارلو بود، این رالی اولین دور از رالی قهرمانی جهان ۲۰۱۹ بود. همچنین اولین دور از مسابقات رالی قهرمانی جهان ۲ و کلاس رالی قهرمانی جهان ۲ پرو تازه ایجاد شده نیز بود. این رویداد در شهر گپ، اوت آلپ در بخش اتز-آلپ فرانسه برگزار شد و شامل شانزده مرحله ویژه بود. رالی در مجموع مسافت رقابتی ۳۲۲٫۸۱ کیلومتر (۲۰۰٫۵۸ مایل) طی کرد.